# 9. század

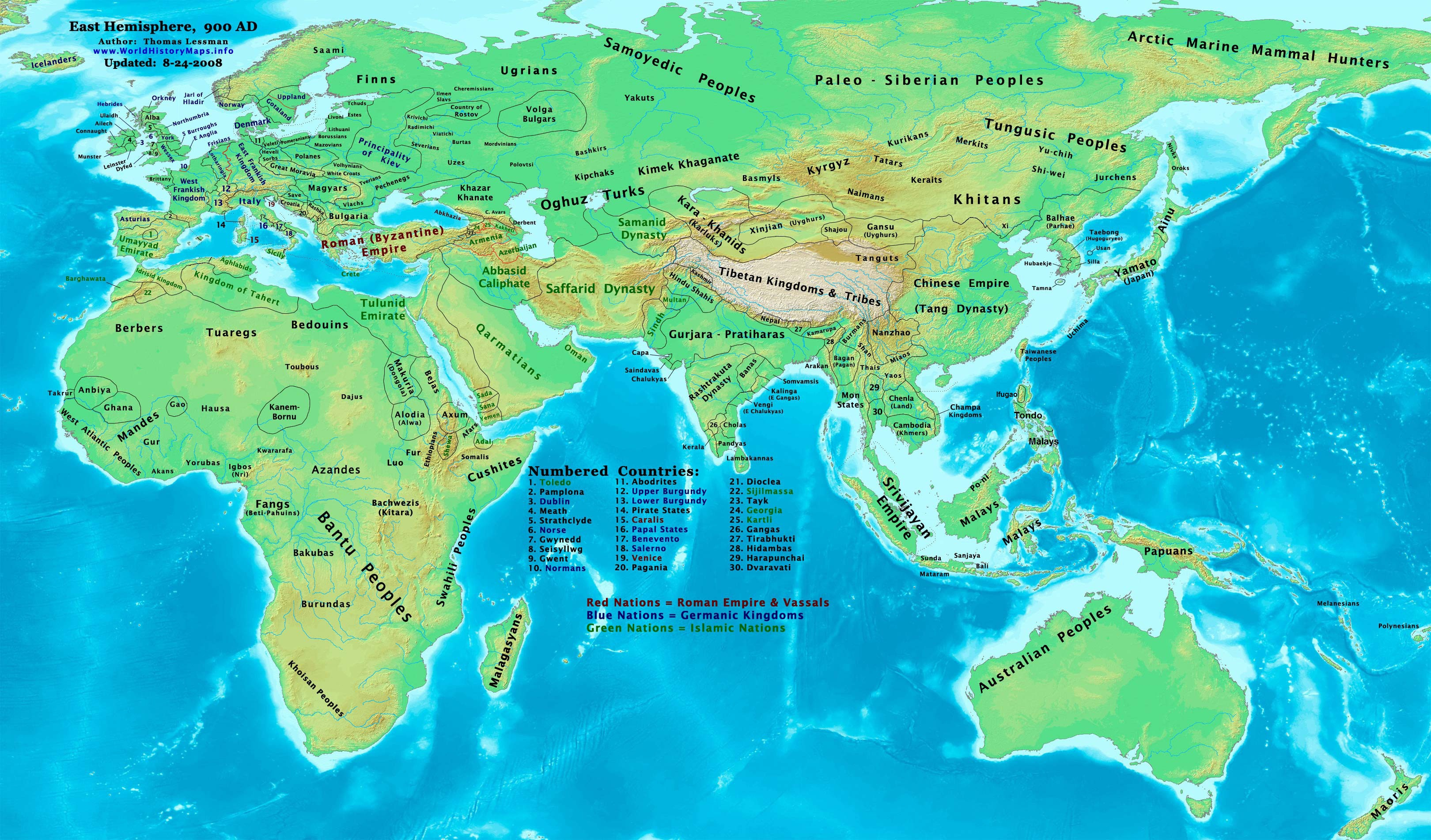
A világ keleti fele a 9. század végén (angol nyelvű)

A 9. század a 801–900 közötti éveket foglalja magába.

## Események

### Európa

Európa 814-ben

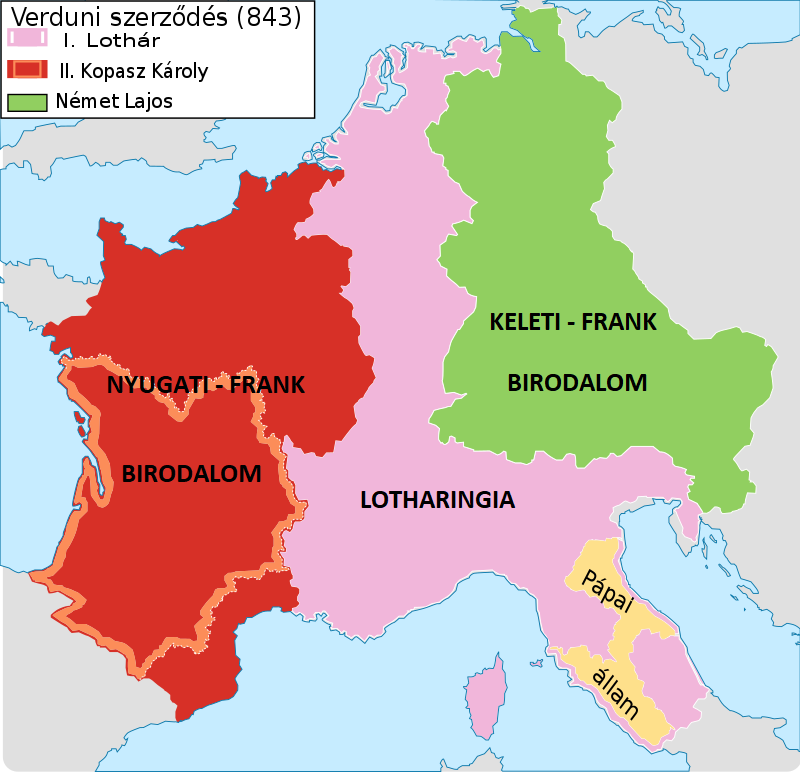
843: A Frank Birodalom felosztása a verduni szerződés szerint

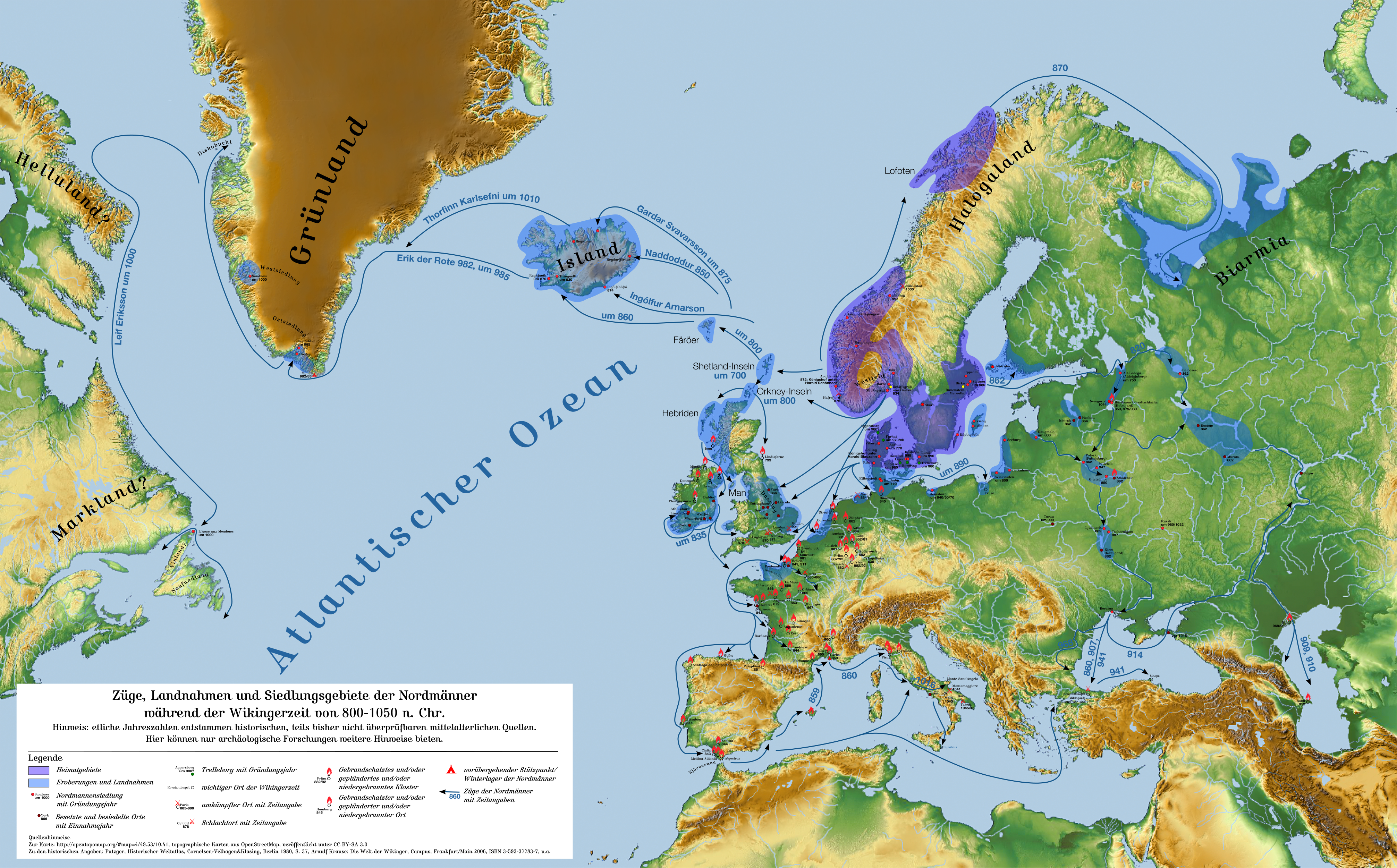
Viking (normann) kalandozások és legyőzött területek 800–1050 között. (lila: törzsterület) - (német nyelvű)

- Viking (normann) támadások Európa ellen.
- 802-839 Egbert wessexi király egyesíti az angolszász fejedelemségeket
- 805: A bolgárok megsemmisítik az avarok uralmát a Tiszántúlon
- 805–806 A frankok hadjárata a cseh és szorb törzsek ellen
- 810 A frank flotta legyőzi a bizáncit és Velencét megszerzi a frank birodalom
- 811 Bizánc veresége a bolgár Krum bolgár kántól. A bolgárok hatalma ez idő tájt kiterjed a Balkán nagy részére és valószínűleg a Kárpát-medence keleti felére is (→ Első dunai bolgár birodalom).
- 812 Az aacheni szerződés: I. Mihály bizánci császár elismeri Nagy Károly frank-római császárságát
- kb. 813 – kb. 915 – Arab tengeri támadások a Tirrén-tenger és az Adriai-tenger partjainál.
- 814: Nagy Károly halála. Fia, Jámbor Lajos (814-840) alatt a Frank Birodalom egysége mindinkább névlegessé válik.
- 817 A frank birodalom első felosztása
- 826 Harald dán király megkeresztelkedik
- 827 Az arabok megkezdik Szicília és Dél-Itália elfoglalását
- 830–846 I. Mojmír fejedelem nagymorva állama
- 834 A normannok első betörése Franciaországba, a Loire vidékére
- 840–855 I. Lothár frank-római császár
- 842–867 II. Mihály bizánci császár. Uralkodása a bizánci nagyhatalom kialakulásának, a bizánci kultúra virágzásának és terjeszkedésének korát vezeti be.
- 843 Jámbor Lajos fiai a verduni szerződésben felosztják a Frank Birodalmat. A szerződés nyomán alakul ki utóbb a birodalom részeiből a középkori francia és német állam.
  - 843–876 Német Lajos keleti frank (német) király
  - Kopasz Károly nyugati frank király, a francia Karolingok őse
  - I. Lothár a középső területsávot Burgundiával, Itáliával kapja
- 846 a szaracénok (arabok) kifosztják Rómát
- 846–870 Rasztiszláv nagymorva fejedelem. A nagymorva állam keresztény hitre tér
- 855 körül Az óegyházi szláv (cirill) írás létrehozása
- 860 varég (normann) flotta ostromolja Konstantinápolyt
- 861 körül: Cirill megkereszteli Borisz bolgár fejedelmet
- 863 Rasztiszláv morva fejedelem országába hívja Cirill és Metód bizánci szerzeteseket, akik megkezdik a szláv egyház szervezését. Cirill a térítés céljára megalkotja az első szláv ábécét (glagolita ábécé).
- 866–910 III. Alfonz asztúriai király a Duero vonaláig nyomul. Központja León. A Leóni királyság létrejötte
- 867–886 I. Baszileiosz elismerteti Bizánc fennhatóságát a bolgárok felett
- 871 I. (Nagy) Alfréd Wessex királya
- 874 körül: A norvégok megkezdik Izland betelepítését (→ Izlandi honfoglalás)
- 875 II. (Kopasz) Károlyt császárrá koronázzák
- 879-től Oleg, novgorodi, majd kijevi fejedelem. Kiterjeszti a Rusz határait
- 881–886 A normannok legnagyobb szabású portyája Nyugat-Európában: feldúlják a Rajna vidékét, és 885-886-ban Párizst ostromolják. A császár adófizetésre kényszerül.
- 885 A nyugati frankok (franciák) III. (Kövér) Károlyt választják királyukká. A frank-római birodalom utolsó egyesítése (887-ig tart)
- 891 Arnulf keleti frank király győzelme a normannok felett Leuvennél; akik ezután elkerülik a német területeket.
- 893-tól I. Simeon bolgár cár uralkodása, a bolgár állam első fénykora
- 895–900 – Magyar honfoglalás a Kárpát-medencében, miután I. Simeon bolgár uralkodó és a besenyők támadása korábbi lakhelyük, az Etelköz (ukrajnai síkság) elhagyására kényszerítette őket.
- 899 I. Berengár itáliai király veresége a magyaroktól a Brenta folyónál

### Ázsia, Afrika

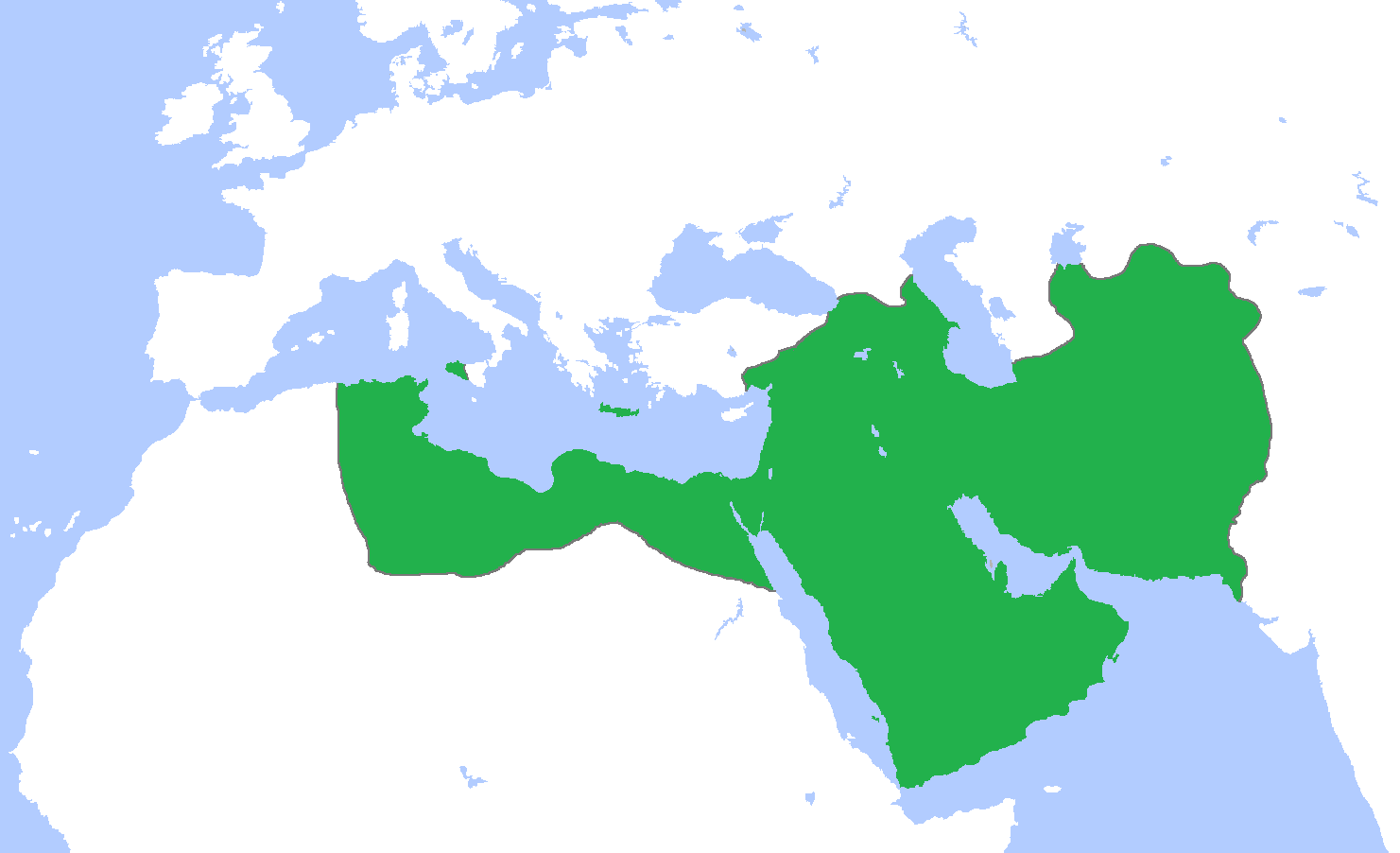
Az Abbászida Kalifátus 850 körül

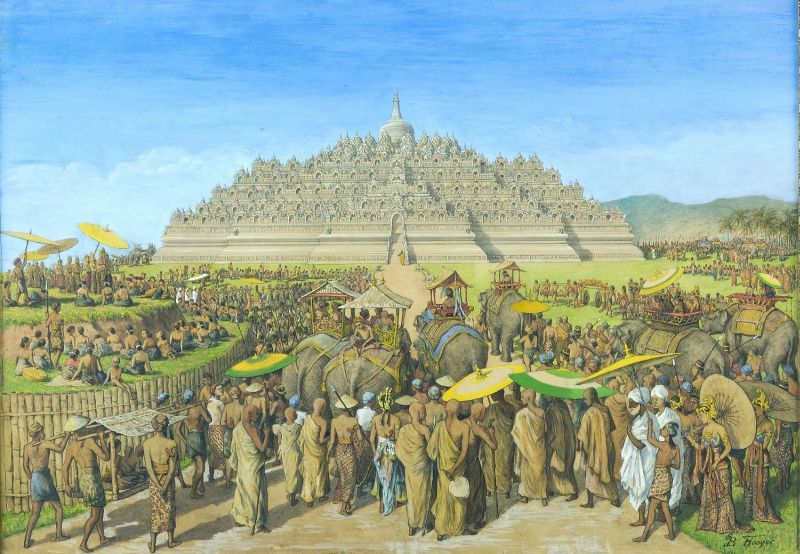
A 9. sz.-i építésű, Jáva-szigeti Borobudur

- Megjelennek az arab kalifátustól független iszlám államok
- 813–833: Al-Mamún abbászida kalifa. 830-ban Bagdadban megalapítja a "Tudomány házát", az ókori és ind tudósok fennmaradt műveinek lefordítására. Az arab tudomány virágzásnak indul.
- 850 körül: az Abbászida Kalifátus eléri területének maximumát
- 858-tól a Fudzsivarák régenssége Japánban
- 861: Török testőrei meggyilkolják Al-Mutavakkil Abbászida-kalifát. Az arab birodalom irányítása a hadsereg kezébe kerül.
- 863 Az arabok első veresége Bizánctól
- 888-tól a Csóla-dinasztia uralma Dél-Indiában
- 800–909 – Aglabidák uralkodása független uralkodóházként Észak-Afrikában.
- Az egységes arab állam fokozatosan részekre bomlik
- A Khmer Birodalom fénykorának kezdete

### Amerika
- 850–900: A toltékok megalapítják fővárosukat, Tollant (Tula)
- 800-830: Sok maja várost elhagynak

## Híresebb személyek

### Uralkodó, hadvezér
- Nagy Károly, császár
- Jámbor Lajos, frank király és római császár
- Árpád, fejedelem
- Kurszán, horka
- Nagy Alfréd, wessex királya
- III. (Kövér) Károly, császár
- I. Simeon bolgár cár

### Egyéb
- Sankara (kb. 788–820), hindu filozófus
- Cirill és Metód, görög szerzetesek
- Anianei Szt Benedek (kb. 750–821)

## Fejlesztések, felfedezések
- Kínában az első írásos feljegyzések a fekete lőporról.
- A forgó malomkő első európai ábrázolása.

## Évtizedek és évek
Megjegyzés: A kilencedik század előtti és utáni évek dőlt betűvel vannak írva.
| 790-es évek | 790 | 791 | 792 | 793 | 794 | 795 | 796 | 797 | 798 | 799 |
| 800-as évek | 800 | 801 | 802 | 803 | 804 | 805 | 806 | 807 | 808 | 809 |
| 810-es évek | 810 | 811 | 812 | 813 | 814 | 815 | 816 | 817 | 818 | 819 |
| 820-as évek | 820 | 821 | 822 | 823 | 824 | 825 | 826 | 827 | 828 | 829 |
| 830-as évek | 830 | 831 | 832 | 833 | 834 | 835 | 836 | 837 | 838 | 839 |
| 840-es évek | 840 | 841 | 842 | 843 | 844 | 845 | 846 | 847 | 848 | 849 |
| 850-es évek | 850 | 851 | 852 | 853 | 854 | 855 | 856 | 857 | 858 | 859 |
| 860-as évek | 860 | 861 | 862 | 863 | 864 | 865 | 866 | 867 | 868 | 869 |
| 870-es évek | 870 | 871 | 872 | 873 | 874 | 875 | 876 | 877 | 878 | 879 |
| 880-as évek | 880 | 881 | 882 | 883 | 884 | 885 | 886 | 887 | 888 | 889 |
| 890-es évek | 890 | 891 | 892 | 893 | 894 | 895 | 896 | 897 | 898 | 899 |
| 900-as évek | 900 | 901 | 902 | 903 | 904 | 905 | 906 | 907 | 908 | 909 |